# Semorina seminuda
Semorina seminuda là một loài nhện trong họ Salticidae.
Loài này thuộc chi Semorina. Semorina seminuda được Eugène Simon miêu tả năm 1901.